# Новые Сири
Новые Сири — деревня в Дебёсском районе Удмуртской республики.

## География
Находится в восточной части Удмуртии на расстоянии приблизительно 8 км на север по прямой от районного центра села Дебёссы.

## История
Известна с 1873 года как починок Новосиринский с 8 дворами. В 1905 году- 24, в 1924 −36. До 2021 года входила в состав Тольенского сельского поселения.

## Население
Постоянное население составляло 87 человек (1873 год), 218 (1905), 270 (1924, все удмурты), 12 человек в 2002 году (удмурты 100 %), 2 в 2012.